# Ichnanthus glaber
Ichnanthus glaber är en gräsart som först beskrevs av Giuseppe Raddi, och fick sitt nu gällande namn av Albert Spear Hitchcock. Ichnanthus glaber ingår i släktet Ichnanthus och familjen gräs. Inga underarter finns listade i Catalogue of Life.